# Gelnica (hrad)
Hrad Gelnica je zřícenina hradu. Nachází se ve městě Gelnica.

## Historie
Počátky tohoto původně královského hradu jsou zatím nejasné. Byl však zřejmě vybudován na ochranu královských regálních práv, a to nejdříve po tatarském vpádu. V polovině 15. století byl hrad v rukou jiskrovců (1447–1462). Po jejich porážce hrad i doly daroval král rodině Zápolských. V době nepokojů a bojů o uherský trůn mezi Janem Zápolským a Ferdinandem I. byl hrad značně poškozen. Po porážce Zápolského ho král daroval Alexu Thurzovi (1531), který zničený objekt opravil. Hlavní pozornost soustředil kromě renovace obvodového opevnění na přestavbu a dostavbu interiéru hradu. Vymřením Thurzů po meči prošel hrad v roce 1636 do rukou šlechtické rodiny Csákyů. V období stavovských povstání hrad často měnil majitele a byl svědkem mnoha bojů, které se mu nakonec staly osudnými. V roce 1685 vyhořel a začal chátrat. Proces zániku urychlila ještě v 19. století stavba městské radnice, která byla postavena z kamene získaného ze zříceniny, a svou roli sehrálo i vědomé devastování objektu.

## Exteriér
Na okraji vrcholové plošiny s elipsovým půdorysem a rozměry 100 × 85 m je zděné, 130 cm silné, obvodové opevnění. Na jihovýchodní straně, téměř naproti vstupu do opevněného areálu, obvodové opevnění vyúsťuje trychtýřovitě do pravidelného výběžku, který jeho okraj přesahuje asi o 10 m. Pravděpodobně zde původně stála vícepodlažní obytná věž (10 × 10 metrů), která byla postupně přebudována na výlučně obranný objekt. Věžová stavba měla 130–170 cm tlusté zdi a štěrbinovou střílnu v původním druhém podlaží. Nad trámovým stropem tohoto podlaží byl okenní otvor 120 × 120 cm s jednoduchým záklenkem a rovnými špaletami. Objekt byl směrem do svahu zesílený dvojicí opěráků na nárožích. Oproti věži byl vstup do hradu a v areálu předpokládáme hospodářské budovy.

## Současný stav
Nejvyšší a nejrozsáhlejší ruinou původního hradu je torzo vícepodlažní věžové stavby s okenním otvorem, střílnou a dvěma opěráky. Z původního vstupu naproti věži se zachoval zbytek obvodového opevnění, z něhož vybíhala kolmo do interiéru další zeď. Během výzkumu vlastivědných pracovníků Badíka a Bernátha se podařilo zachytit mírně obdélníkový prostor, do kterého se vstupovalo úzkou chodbou, na opačné straně byla větrací šachta. Objevená podzemní architektura je zřejmě výsledkem mladší stavební činnosti a souvisela se zajištěním vstupu do hradu. Z obvodového opevnění se zachovaly pouze nepatrné zbytky.